# Angadenia
Angadenia, maleni bijni rod smješten u podtribus Pentalinoninae, dio tribusa  Echiteae, potporodica Apocynoideae. Postoje dvije vrste, obje su penjačice iz južne Floride i Antila.
Opisan je u On the Apocynaceae of South America 173–182, pl. 27. 1878.

## Vrste
1. Angadenia berteroi (A.DC.) Miers
2. Angadenia lindeniana (Müll.Arg.) Miers